# Sajzy (Bartoszyce)
Sajzy (deutsch Zehsen) war ein Ort in der polnischen Woiwodschaft Ermland-Masuren. Seine Ortsstelle liegt heute im Gebiet der Gmina Bartoszyce (Landgemeinde Bartenstein) im Powiat Bartoszycki (Kreis Bartenstein (Ostpr.)).

## Geographische Lage
Die Ortsstelle Sajzys liegt wenige hundert Meter südlich der polnischen Staatsgrenze zur russischen Oblast Kaliningrad (Gebiet Königsberg (Preußen)) in der nördlichen Mitte der Woiwodschaft Ermland-Masuren. Bis zur früheren und heute auf russischem Hoheitsgebiet gelegenen Kreisstadt Preußisch Eylau (russisch Bagrationowsk) sind es zwei Kilometer in nördlicher Richtung. Die heutige Kreismetropole Bartoszyce (deutsch Bartenstein) liegt 16 Kilometer südöstlich.

## Geschichte
Das damalige Saysen wurde vor 1348 gegründet. Das Vorwerk, das nach 1348 Zehesen und nach 1785 Zehsen genannt wurde, bestand neben dem Gutsgebäude aus ein paar Höfen.
Im Jahre 1874 kam Zehsen als Landgemeinde zum neu gebildeten Amtsbezirk Perscheln (polnisch Piersele) im ostpreußischen Kreis Preußisch Eylau. Die Einwohnerzahl Zehsens belief sich im Jahre 1910 auf 85.
Am 1. Oktober 1928 gab Zehsen seine Eigenständigkeit auf und wurde in das Nachbardorf Rothenen (polnisch Rotajny) eingemeindet.
Als 1945 in Kriegsfolge Ostpreußen geteilt wurde, lag Zehsen unmittelbar im Grenzgebiet auf polnischem Gebiet. Der Ort erhielt die polnische Namensform „Sajzy“.  Wegen der Grenzlage wohl wurde der Ort nicht mehr besiedelt, sein Name geriet in Vergessenheit und wird heute nicht mehr offiziell erwähnt: der Ort gilt als untergegangen. Seine Ortsstelle wird nicht nur grenzpolizeilich bewacht, sondern ist auch nicht auffindbar.

## Kirche
Bis 1945 war Zehsen nach Preußisch Eylau (russisch Bagrationowsk) eingepfarrt: in die dortige evangelische Pfarrkirche in der Kirchenprovinz Ostpreußen der Kirche der Altpreußischen Union, außerdem in die römisch-katholische Kirche der Kreisstadt im damaligen Bistum Ermland.